# Platitude
Platitude var ett svenskt hårdrocksband bildat 1995, splittrat 2008. Bandet spelade hårdrock med inslag av progressiv metal.
2003 fick bandet ett skivkontrakt med Scarlet och släppte där debutskivan "Secrets Of Life" som fick goda recensioner. Särskilt framhölls sångaren Erik Ez, han blev i vissa recensioner jämförd med Black Sabbaths sentida sångare Tony Martin. Efter releasen åkte bandet på turné med metalbanden Threshold och Manticora. Bandet gick sedan in i studion för att spela in sin andra skiva, "Nine" som släpptes på våren 2004. Albumet sålde mindre än debuten och blev försäljningsmässigt en besvikelse men har i efterhand blivit något av en kultklassiker.
Efter diverse avhopp tog bandet ett kort uppehåll och skrev nytt material till den tredje skivan "Silence Speaks" som släpptes 2006 på Metal Heaven. Soundet var nu långt ifrån debutens power metal och plattan bjöd istället på melodisk progressive metal. Responsen var överväldigande. Efter ett par spelningar för att marknadsföra skivan drabbades bandet återigen av medlemsavhopp och tog därför återigen en längre paus, medlemmarna har sedan dess spelat i andra band och konstellationer. Bandet splittrades 2008.

## Medlemmar
Senaste medlemmar
- Erik Ez (född 1981) – sång (1995–2008)
- Patrik Janson (född 1982)  – basgitarr (1995–2008)
- Gustav Köllerström (född 1985) – gitarr (2000–2008)
- Kristofer von Wachenfeldt (född 1983) – keyboard, sång (2002–2008)
- Erik Wigelius (född 1985) – trummor (2007–2008)

Tidigare medlemmar
- Marcus Höher – trummor (?–2004)
- Andreas Brobjer – trummor (2004–2007)
- Daniel Hall – gitarr (?–2004)
- Tommie Lundgren – keyboard (?–2003)
- Andreas Lindahl – keyboard (?–2005)

Turnerande medlemmar
- Gabriel Hjelm – gitarr
- Johan Randén – sologitarr (2004)

## Diskografi
Demo
- 2001 – Wings of Time

Studioalbum
- 2003 – Secrets Of Life
- 2004 – Nine
- 2006 – Silence Speaks